# Altepexi
Altepexi är en kommunhuvudort i Mexiko.   Den ligger i kommunen Altepexi och delstaten Puebla, i den sydöstra delen av landet, 230 km sydost om huvudstaden Mexico City. Altepexi ligger 1 262 meter över havet och antalet invånare är 16 587.
Terrängen runt Altepexi är varierad, och sluttar söderut. Runt Altepexi är det tätbefolkat, med 427 invånare per kvadratkilometer. Närmaste större samhälle är Tehuacán, 14,1 km nordväst om Altepexi. Trakten runt Altepexi består till största delen av jordbruksmark.